# Пъстър толстолоб
Пъстрият толстолоб (Aristhichthys nobilis) е сладководна, риба от групата на внесените и аклиматизирани в България „растителноядни риби“ от семейство Шаранови. Родината и е Далечния изток.

## Синоними
- Hypophthalmichthys mantschuricus (Kner, 1867)
- Hypophthalmichthys nobilis (Richardson, 1836)
- Leuciscus nobilis (Richardson, 1845)

## Характеристики
Пъстрия толстолоб се отличава от белия с отсъствието на кил по гръдната част и по-голяма глава. Очите са разположени също в долната част на главата. Гръдните плавници са по-дълги, остри и достигат до основата на коремните плавници. Оцветяването варира от светлокафяв с по-тъмна гръбна част и тъмни петна по страните при някои екземпляри, до по-сиво тяло при други. Това се обяснява основно с различието на слънчевото осветяване на водоемите и нееднаквостта на другите фактори на външната среда. Люспите на тялото са тънки и малки. Съзрява на 5-7 годишна възраст. По биология на размножаване не се различава от белия толстолоб. Отначало се храни със зоо и фитопланктон в равни части, като постепенно частта на зооплактона преобладава в храната му нараства с напредване на възрастта. При липса на зоопланктон се храни принудително с фитопланктон.
В България, пъстрият толстолоб се размножава само изкуствено. Достоверни съобщения за естественото възпроизводство в България има единствено в река Дунав. Световният рекорд за улов на пъстър толстолоб е 40,82 кг и е поставен в езеро Гънтърсвил, Тенеси, САЩ.

## Стопанско значение
Пъстрия толстолоб достига по-голямо тегло и в рибовъдните басейни нараства по-бързо. Пъстрия толстолоб заема важно място в шарановите поликултури, като също така е подходящ за отглеждане в язовири. Една от важните причини за масовото използване на толстолоба за зарибяване на язовири, освен добрият прираст, е движението му на стада, което значително улеснява улова.
В рибовъдната практика се използват най-често хибридни форми толстолоб. При хибридизация се получава плодовито потомство, което може да се размножава.